# FAB-250
FAB-250 (ryska: ФАБ-250) är en sovjetisk/rysk flygbomb. Den första varianten började tillverkas 1946 och har därefter vidareutvecklats i olika steg till ett flertal olika versioner. FAB-250 har exporterats till ett flertal länder, framför allt före detta Warsawapaktsländer och länder i tredje världen. I januari 2025 använde Ukraina Skyranger-drönare för att släppa FAB-250 över ryska mål.

## Varianter
- FAB-250-M46 – Ursprunglig variant avsedd att bäras internt i bombutrymmet på bombflygplan.[2]
- FAB-250-M54 – Bomb med tjockare skal för bättre inträngningsförmåga och splitterverkan.[3]
- FAB-250-M62 – Bomb med mer strömlinjeformat skal för att kunna bäras som extern last i överljudsfart.[4]
- FAB-250-M79 – Precisionsstyrd bomb med tröghetsnavigering och GPS. Utvecklad i Jugoslavien.[5]
- FAB-250TS – Halvpansarbomb med tjockare skal för bättre inträngningsförmåga.[6][7]
- FAB-250SjL – Minbomb med tunnt skal och bromsanordning för att kunna fällas från låg höjd.
- FAB-250SjN – Minbomb med tunnt skal och zonrör för luftdetonation.
- KhAB-250 – Bomb avsedd att laddas med kemiska stridsmedel.
- OFAB-250 – Splitterbomb med förfragmenterat hölje.[8]
- OFAB-250SjN – Splitterbomb med förfragmenterat hölje och zonrör för luftdetonation.[8]
- PLAB-250-120 – Sjunkbomb med tryckutlösare.[9]